# 山崎巌 (実業家)
山崎 巌（やまざき いわお、1900年7月1日 - 1979年4月19日）は、日本の経営者。横河電機製作所(現在の横河電機)社長を務めた。山形県出身。

## 経歴・人物
1927年に東京帝国大学経済学部商業学科を卒業し、同年に三井銀行に入行。1938年8月に横河電機製作所(現在の横河電機)に転じ、同年12月に取締役に就任し、1945年11月に常務、1949年12月に専務を経て、1960年11月に社長に就任。1966年11月には会長に就任。
1962年9月に藍綬褒章を受章し、1970年11月に勲三等旭日中綬章を受章。
1979年4月19日尿毒症のために死去。78歳没。